# بارتوئومیئی فیرلت
بارتومیئی فیرلت (لهستانی: Bartłomiej Firlet؛ زادهٔ ۲۰ اکتبر ۱۹۸۳) بازیگر اهل لهستان است. وی دانش‌آموختهٔ آکادمی ملی هنرهای نمایشی الکساندر زلوروویچ در ورشو است.
از فیلم‌ها یا مجموعه‌های تلویزیونی که وی در آن‌ها نقش داشته است، می‌توان به نیمه سوم، همه دوستان من مرده‌اند، کشیشان، قانون حقیقی، ۸۰ میلیون، نامه به بابا نوئل، رز کوچک، پدر متیو، در خوشی و سختی و عشق اول اشاره نمود.